# Karen Aslanian
Karen Aslanian (orm. Կարեն Ասլանյան; ur. 22 lipca 1995) – ormiański zapaśnik walczący w stylu klasycznym. Olimpijczyk z Tokio 2020, gdzie zajął dziewiąte miejsce w kategorii 67 kg. Brązowy medalista mistrzostw świata w 2024; piąty w 2017. 
Srebrny medalista mistrzostw Europy w 2025; brązowy w 2018, 2019 i 2020. Piąty na igrzyskach europejskich w 2019. Wicemistrz igrzysk wojskowych w 2015. Wojskowy mistrz świata w 2017 i 2021. 
Mistrz świata juniorów w 2013, drugi w 2014 roku.